# Flash powder

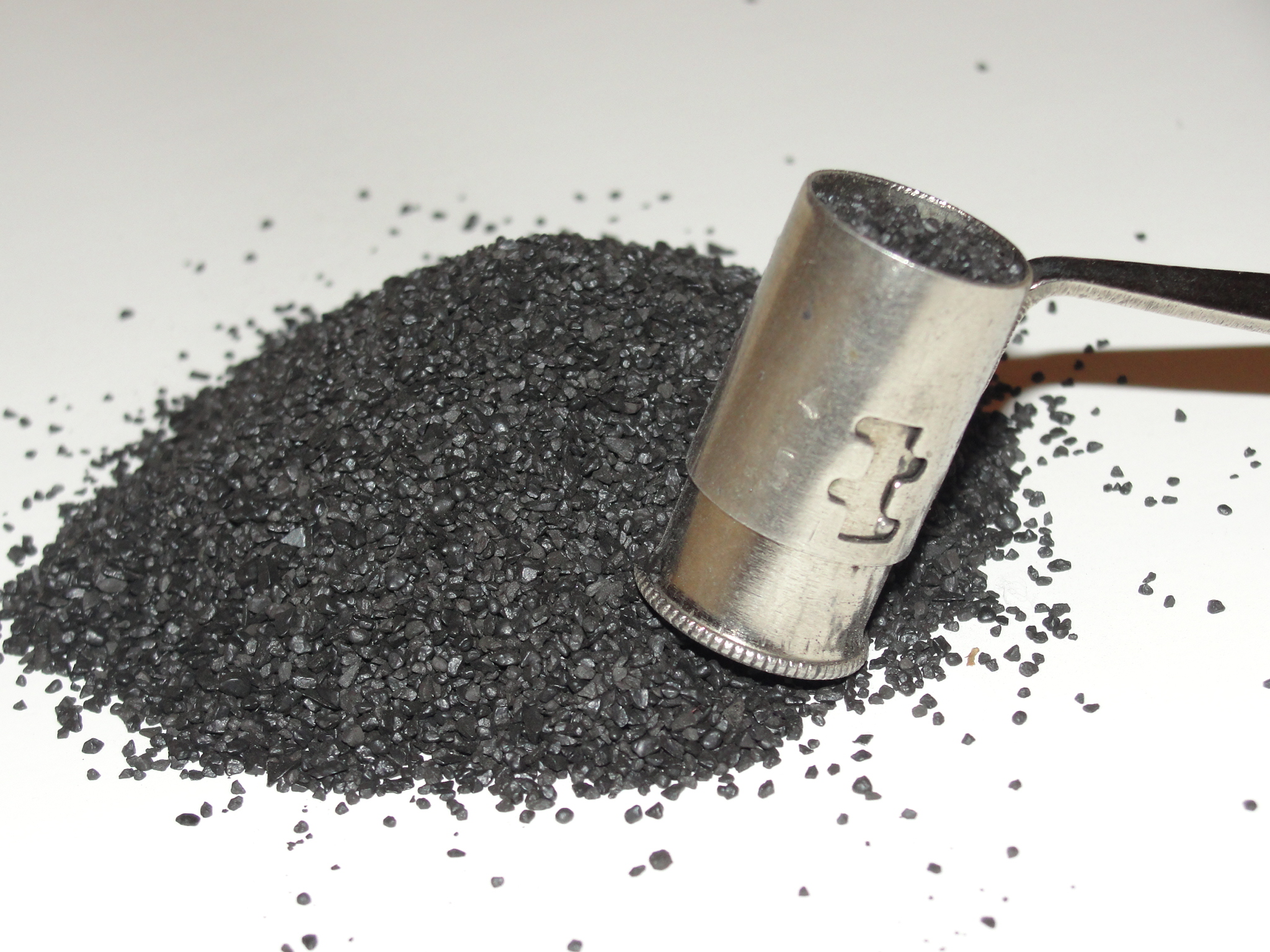
Polvere con un misurino

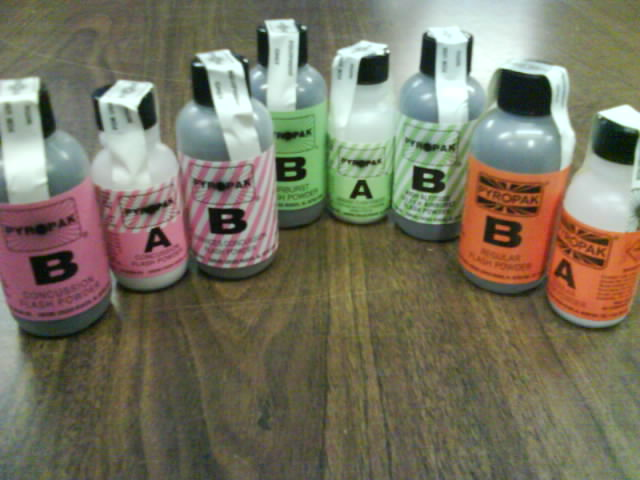
Alcune confezioni contenenti flash powder

Con il termine flash powder o polvere flash si indica una particolare miscela di polvere la cui combustione è molto rapida tale che arrivi a temperature comprese tra 2500 e 3000 °C, con effetto deflagrante. Essa è utilizzata nei petardi più economici tuttora in commercio.
La composizione tipica della polvere flash nei petardi è a base di clorato di potassio e polvere di alluminio, nella quale si aggiungono piccole quantità di un inerte che serve a depotenziarla, riducendone la pressione di scoppio ed è la causa del fumo bianco e del caratteristico odore che rilascia nell'aria.
La composizione più famosa nel mondo (dagli Stati Uniti d'America alla Cina) è quella a base di perclorato di potassio e polvere di alluminio (l'alluminio deve avere particelle con diametro medio di 2-3 µm per ottenere una combustione rapidissima, praticamente istantanea).
La reazione di combustione che si verifica è la seguente:
{\displaystyle 6KClO_{4}+14Al\Longrightarrow 7Al_{2}O_{3}+3K_{2}O+3Cl_{2}} dove lo sviluppo di cloro gassoso ad alta temperatura ne determina una certa potenza.
La sua velocità di deflagrazione all'aria aperta ed in piccole quantità, è inferiore a quella del suono.
Sostituendo l'alluminio con il magnesio (con particelle di diametro medio inferiore a 64 µm) si ottiene una polvere flash ancora più potente, ma più costosa e più sensibile all'impatto, frizione e cariche elettrostatiche, oltre che più infiammabile: tale polvere va stabilizzata con l'aggiunta di 1% di bicromato di potassio (che serve a "passivare" il magnesio, impedendone l'ossidazione spontanea). L'aggiunta di piccole quantità di ossido di rame ne aumenta la temperatura di combustione, e la pressione di scoppio, dandole caratteristiche "termobariche".

## Composizioni
- {\displaystyle KNO_{3}+Al+S} Nitrato di potassio: 50% Alluminio: 30% Zolfo: 20% (Composizione più comune)
- {\displaystyle KNO_{3}+Mg+S} Nitrato di potassio: 50% Magnesio: 30% Zolfo: 20% (Seconda composizione più comune)
- {\displaystyle KNO_{3}+Mg+Al+S} Nitrato di potassio: 50% Alluminio: 20% Magnesio: 20% Zolfo: 10% (Terza composizione più comune
- {\displaystyle KNO_{3}+Mg/Al+S} nitrato di potassio: 44% magnalium: 44% zolfo: 12%
- {\displaystyle KClO_{3}+Al} Clorato di potassio: 70% Alluminio: 30%
- {\displaystyle KClO_{3}+Mg} Clorato di potassio: 65% Magnesio: 35%
- {\displaystyle KClO_{4}+Al} Perclorato di potassio: 67% Alluminio: 33% (Composizione più famosa nel mondo)
- {\displaystyle KClO_{4}+Mg} Perclorato di potassio: 60% Magnesio: 40%
- {\displaystyle KClO_{4}+Al+S} Perclorato di potassio: 65% Alluminio: 20% Zolfo: 15%
- {\displaystyle KClO_{4}+Mg+S} Perclorato di potassio: 60% Magnesio: 25% Zolfo: 15%
- {\displaystyle KMnO_{4}+Al} Permanganato di potassio: 70% Alluminio: 30%
- {\displaystyle KMnO_{4}+Al+S} Permanganato di potassio: 65% Alluminio: 25% Zolfo: 10%
- {\displaystyle KMnO_{4}+Mg} Permanganato di potassio: 60% Magnesio: 40%
- {\displaystyle KMnO_{4}+Mg+S} Permanganato di potassio: 60% Magnesio: 25% Zolfo: 15%
- {\displaystyle KMnO_{4}+Al+Mg+S} Permanganato di potassio: 50% Alluminio: 20% Magnesio: 20% Zolfo: 10%.